# Lycoperdon albinum
Lycoperdon albinum är en svampart som beskrevs av Cooke 1887. Lycoperdon albinum ingår i släktet Lycoperdon och familjen Agaricaceae.   Inga underarter finns listade i Catalogue of Life.